# روغن خردل

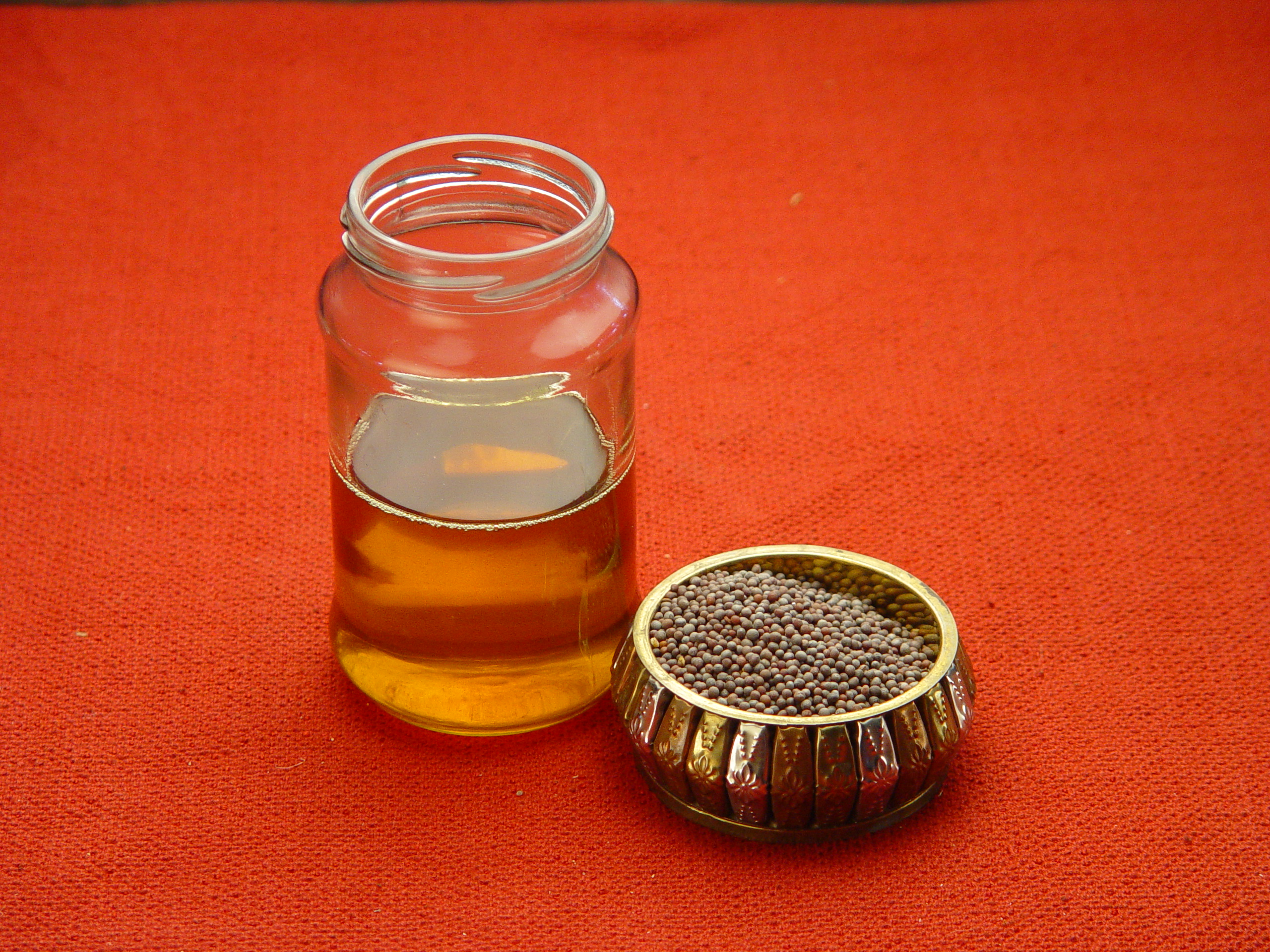
روغن خردل و دانه‌های آن

روغن خردل (انگلیسی: Mustard oil) می‌تواند هم به روغنی که از پرس کردن برای استفاده در پخت‌وپز تهیه می‌شود گفته شود و هم به اسانس دارای بوی تند، که همچنین با نام روغن فرّار خردل معروف است گفته شود. اسانس خردل حاصل دانه خردل آسیاب شده می‌باشد که دانه‌های آسیاب شده با آب مخلوط شده و توسط عمل تقطیر، روغن فرّار حاصله جدا می‌گردد. همچنین این روغن می‌تواند توسط تقطیر خشک دانه خردل بدست آید. روغن خردلی که توسط پرس کردن یا فشرده سازی بدست می‌آید در برخی فرهنگ ملتها به عنوان روغن پخت‌وپز مورد استفاده قرار می‌گیرد ولی به علت مقدار بالای اروسیک اسید در این نوع روغن، در بعضی کشورها فروش آن ممنوع می‌باشد. گونه‌هایی از دانه خردل وجود دارند که دارای مقدار اروسیک اسید کمی می‌باشند.

## روغن حاصل از پرس کردن
حدود ۳۰ درصد از دانه خردل را روغن تشکیل می‌دهد. این روغن می‌تواند از خردل سیاه (Brassica nigra)، خردل قهوه‌ای (خردل چینی) و خردل سفید تولید گردد.
استفاده در پخت‌وپز
با داشتن یک طعم تند شاخص، استفاده از این روغن خصیصه آشپزی آسامی، بنگالی، پخت‌وپز شمال هند و نیز آشپزی بنگلادشی است. گاهی اوقات از روغن خردل خوراکی به عنوان جایگزین روغن حیوانی گی استفاده می‌شود.